# Chevrolet Epica

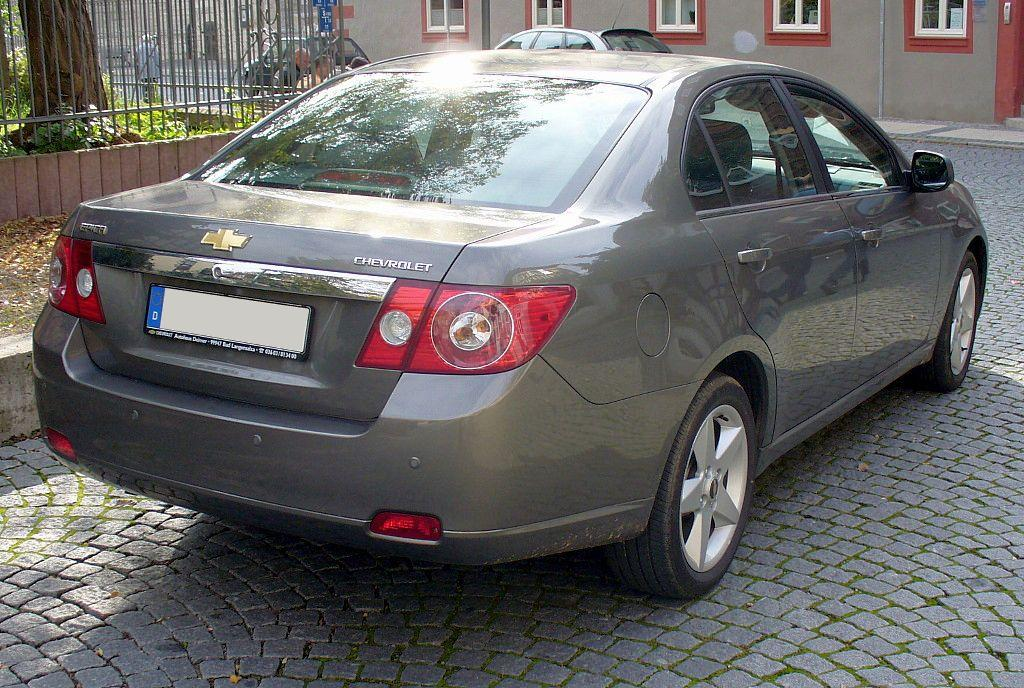
Heckansicht

Der Chevrolet Epica (interne Typbezeichnung V250) ist ein der Mittelklasse zugehöriger Pkw mit Stufenheck und Frontantrieb. Er wurde von Anfang 2006 bis Ende 2011 in Südkorea bei GM Daewoo hergestellt, bevor die Produktion in China noch bis 2014 fortgesetzt wurde.
In Australien und Neuseeland wurde der Wagen als Holden Epica, in Island als Chevrolet Tosca und in Südkorea als Daewoo Tosca vermarktet. In manchen Ländern trug er nach der Markteinführung für kurze Zeit auch den Namen Daewoo Verona.

## Geschichte
Der Epica wurde im Februar 2006 vorgestellt, zusammen mit dem SUV Captiva war er formal erstmals öffentlich auf dem Genfer Auto-Salon im März 2006 zu sehen und ersetzte den im Frühjahr 2002 als Daewoo Evanda präsentierten Chevrolet Evanda.

### Modellpflege
Für asiatische Märkte erhielt das Fahrzeug 2009 ein Facelift bei dem ein geänderter Frontstoßfänger mit Chromumrahmung des Kühlergrills.

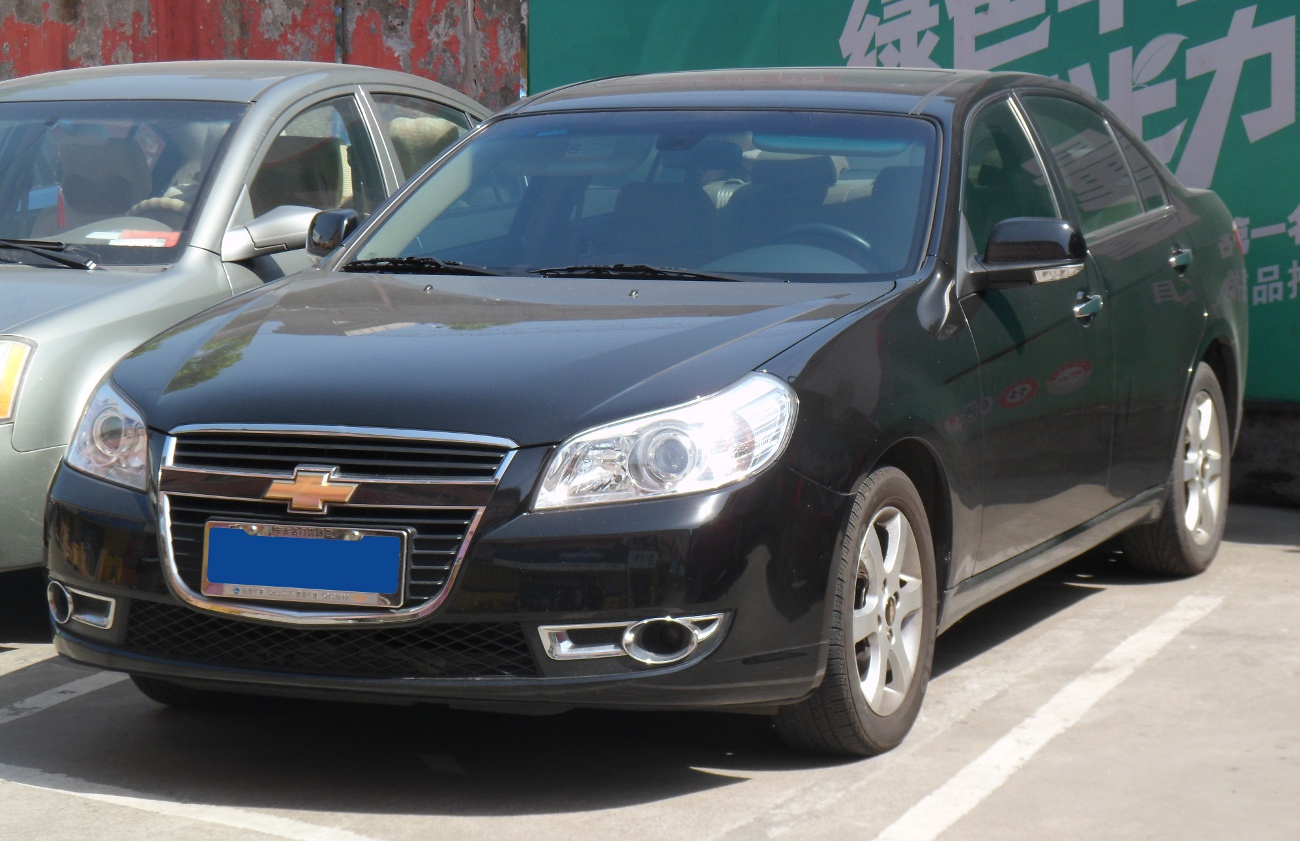
Faceliftversion (2009–2014)

Im Sommer 2010 wurde das Fahrzeug überarbeitet, was sich in einem geänderten Kombiinstrument sowie in neuen Rückleuchten mit durchgezogenem Leuchtenband ohne Chromleiste widerspiegelt. Ab September 2010 tauchte der Epica nicht mehr in der deutschen Chevrolet-Modellpalette auf.

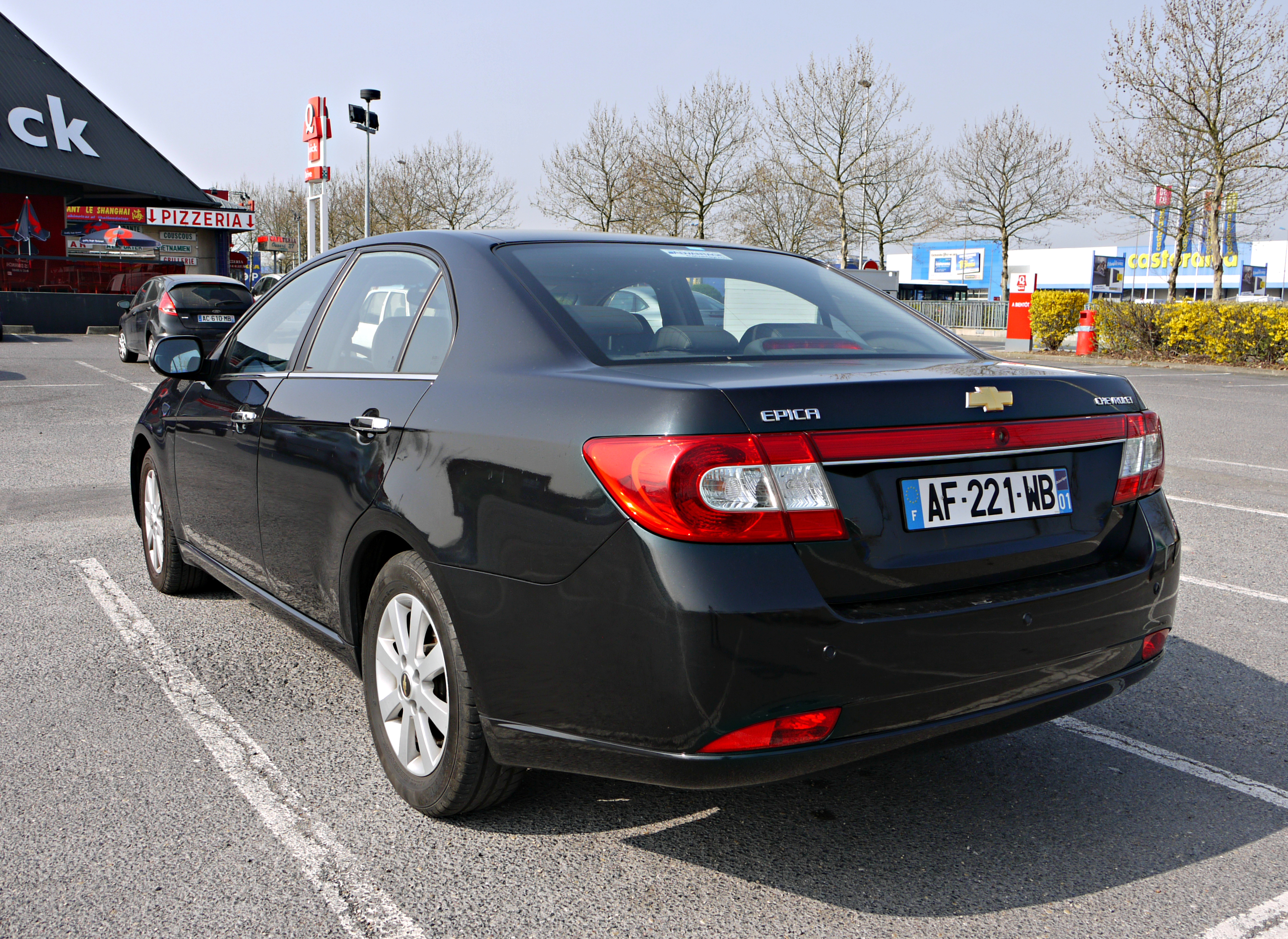
Faceliftversion, Heckansicht (2009–2011)

Im Jahr 2012 erhielt das Fahrzeug für den chinesischen Markte ein weiteres Facelift, erstmals öffentlich gezeigt wurde es damit auf der Auto China desselben Jahres.

### Nachfolger
Ende 2011 wurde die Produktion des Epica für Europa eingestellt, da er nach und nach durch den Chevrolet Malibu ersetzt wurde. Shanghai GM produzierte den Epica bis zumindest 2014 und lieferte in diesem Jahr 14.950 Einheiten aus.

## Fahrzeuggestaltung
Er war etwas größer als sein Vorgänger Evanda, aber der Radstand von 2700 mm blieb gleich. Das Heck war nun rundlicher, die Klarglasscheinwerfer größer und seitlich gab es eine ansteigende Lichtkante.

## Ausstattung
Zur Grundausstattung des Epica LS gehörten ABS, sechs Airbags, eine Klimaanlage, ein CD-MP3-Radio, Nebelscheinwerfer und eine Frontscheibenheizung. In der höherwertigen LT-Ausstattung gab es zudem eine Klimaautomatik, Einparkhilfe, elektrisch anklappbare Außenspiegel mit integrierten LED-Blinkern, elektrisch verstellbare und beheizbare Ledersitze, Bordcomputer, CD-Wechsler, einen Tempomat, Regensensor und eine Fahrdynamikregelung (ESC).

## Technik

### Motoren
Zum Verkaufsbeginn im Sommer 2006 standen zwei quer eingebaute Sechszylinder-Reihenmotoren mit 2,0 oder 2,5 Litern Hubraum als Antrieb zur Verfügung. Im März 2007 kam zudem ein neuer turbogeladener 2,0-Liter-Common-Rail-Dieselmotor mit 110 kW hinzu, der zusammen mit VM Motori entwickelt worden war. Alle drei Versionen erfüllten die Euro-4-Norm und erreichten einen CO2-Ausstoß von etwas mehr als 200 g/km. In Südkorea war zudem auch ein 1,8-l-E-TEC-II-Motor mit 90 kW (122 PS) verfügbar.

### Getriebe
Für die beiden Zwei-Liter-Motoren war ein Fünfgang-Schaltgetriebe serienmäßig, auf Wunsch gab es ein elektronisch gesteuertes Sechsstufen-Automatikgetriebe von GM mit manueller Gangwahl, während der 2,5-Liter-Motor nur mit dem Automatikgetriebe angeboten wurde. Anfangs wurde der Zwei-Liter-Ottomotor auch mit einem elektronisch gesteuerten Fünfstufen-Automatikgetriebe des japanischen Zulieferers Aisin angeboten, deren Besonderheit ein Übersetzungsverhältnis von 1 : 1 im 5. Gang war, das heißt dieses Getriebe hat keinen Overdrive, wie er bei heutigen Automatikgetrieben üblich ist. Für den 1,8-Liter-Motor war wahlweise ein Fünfgang-Schaltgetriebe oder ein Vierstufen-Automatikgetriebe verfügbar.
Zum Modelljahr 2008, gab es eine Modellpflege mit Detailverbesserungen. Das 5-Gang-Automatikgetriebe durch eine 6-Gang-Version mit Overdrive ersetzt. Im Innenraum ist die Mittelkonsole, im Bereich des Wählhebels, komplett silbernen. Die Fahrzeuge erhielten serienmäßig ESP, davor nur ABS und ASR.

### Autogasantrieb
Für die beiden Ottomotoren war ab Werk eine Autogasanlage erhältlich. Der Gastank mit einem Fassungsvermögen von 60 Litern Autogas (LPG) wurde anstelle des Reserverades installiert. Somit vergrößerte sich nicht nur die Reichweite des Fahrzeuges, sondern es entstanden auch niedrigere Treibstoffkosten und geringere Schadstoffemissionen.

### Sicherheit
Das Fahrzeug wurde als Holden Epica in den Jahren 2007 und 2008 den von ANCAP durchgeführten Crashtests unterzogen und jeweils mit vier von fünf Sternen bewertet. 2007 betrug die Gesamtpunktezahl 26,41 und 2008 betrug sie 27,41.

## Technische Daten
| Modell        | Motorart    | Motorbauart | Anzahl Ventile | Ventilsteuerung | Motoraufladung | Hubraum  | max. Leistung                  | max. Drehmoment       | Kraftstoffverbrauch                | Bauzeit         |
| ------------- | ----------- | ----------- | -------------- | --------------- | -------------- | -------- | ------------------------------ | --------------------- | ---------------------------------- | --------------- |
| 1.8 (1)       | Ottomotor   | R4          | 16             | DOHC            | –              | 1796 cm³ | 90 kW (122 PS)                 | 165 Nm                |                                    | 03.2006–12.2011 |
| 2.0 LS/LT (2) | Ottomotor   | R6          | 24             | DOHC            | –              | 1993 cm³ | 105 kW (144 PS) bei 6400 min−1 | 195 Nm bei 4600 min−1 | 8,2 l/100 km [8,9 l/100 km] Super  | 03.2006–12.2011 |
| 2.5 LT (2)    | Ottomotor   | R6          | 24             | DOHC            | –              | 2492 cm³ | 115 kW (156 PS) bei 5800 min−1 | 237 Nm bei 4000 min−1 | 9,3 l/100 km Super                 | 03.2006–12.2011 |
| 2.0 LS/LT DPF | Dieselmotor | R4          | 16             | SOHC            | Turbolader     | 1991 cm³ | 110 kW (150 PS) bei 4400 min−1 | 320 Nm bei 2000 min−1 | 6,1 l/100 km [7,6 l/100 km] Diesel | 01.2007–12.2011 |

- Werte in [ ]-Klammern gelten für Fahrzeuge mit Automatikgetriebe